# Théo Ysaÿe

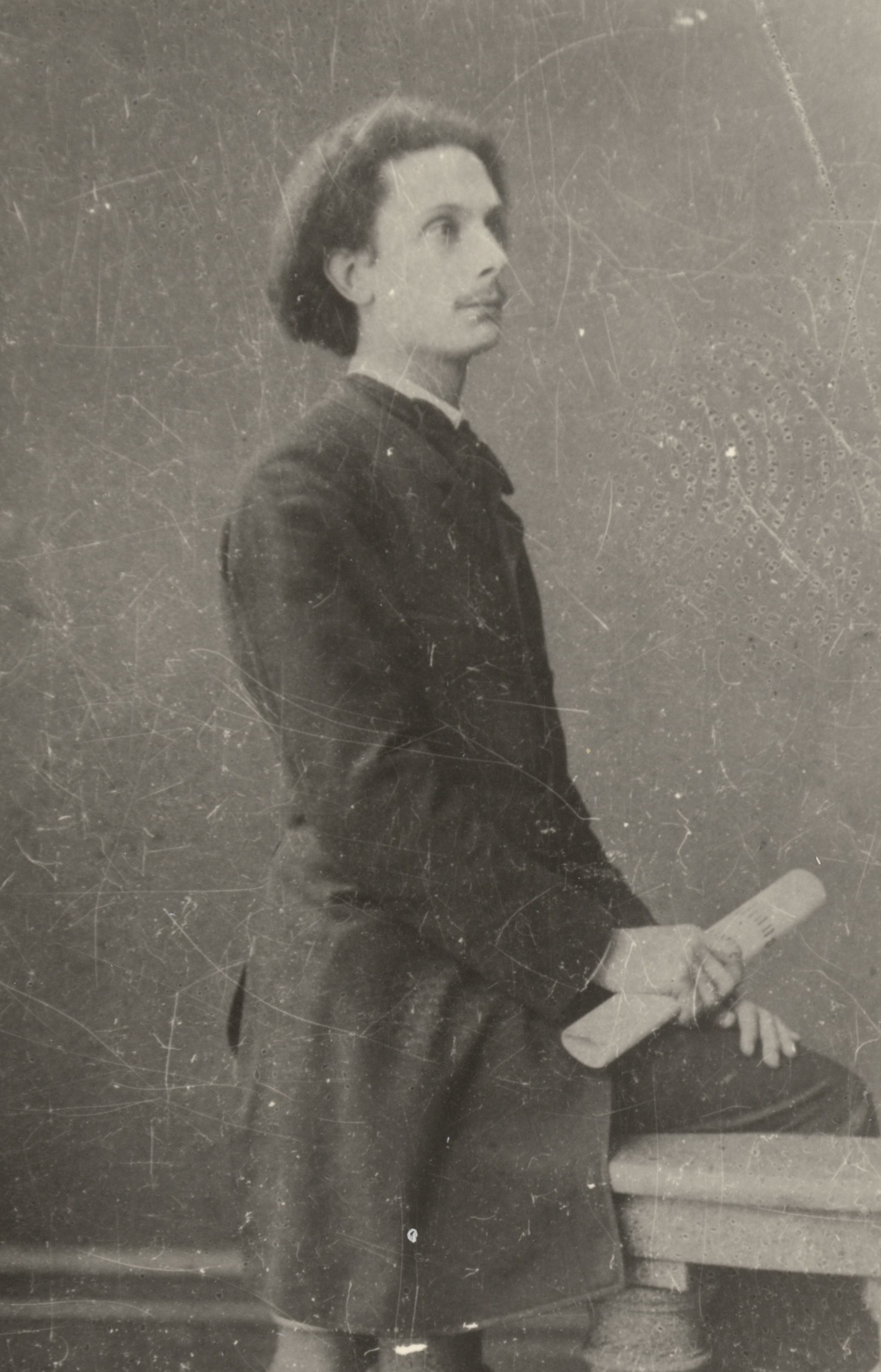
Théo Ysaÿe

Théo Ysaÿe (eig. Théophile; * 2. März 1865 in Verviers; † 24. März 1918 in Nizza) war ein belgischer Komponist und Pianist.

## Leben
Auf Veranlassung seines älteren Bruders, des Geigers Eugène Ysaÿe, studierte er am Konservatorium seiner Heimatstadt Lüttich. Er setzte seine Klavierstudien dann bei Theodor Kullak in Berlin, wohin er seinem Bruder Eugène folgte, fort. Anschließend nahm er Kompositionsunterricht bei César Franck in Paris. Dem Brüsseler Publikum brachte er den damals neuen Pariser Kompositionsstil nahe.
Nachdem er einige Jahre zahlreiche Konzerttourneen mit seinem Bruder Eugène unternommen hatte, musste er diese anstrengende Tätigkeit wegen seiner angegriffenen Gesundheit aufgeben. Er widmete sich fortan vermehrt der Komposition und wurde 1889 Professor für Klavier am Konservatorium in Genf.
Von seinem umfangreichen Werk wurde nur weniges veröffentlicht. Es umfasst Klavierwerke, Klavierkonzerte, Sinfonien, sinfonische Dichtungen, ein Requiem und Kammermusik. Die Musik entspringt dem Stil César Francks, mit einer im Spätwerk aufkommenden Tendenz zum Impressionismus im Stil von Claude Debussy.

## Werke (Auswahl)

### Orchester
- Klavierkonzert Es-dur op. 9 (1907)
- 1. Sinfonie op. 14
- Le cygne (Der Schwan) op. 15
- Les abeilles (Die Bienen) op. 17
- La forêt et l’oiseau (Der Wald und der Vogel) op. 18
- Eine unvollendete 2. Sinfonie

### Kammermusik
- Quintett für Streicher und Klavier op. 5
- Variationen für 2 Klaviere op. 10

### Vokal
- Requiem (1906)